# 労働保険事務組合
労働保険事務組合（ろうどうほけんじむくみあい）は、日本において労働保険の保険料の徴収等に関する法律（徴収法）等を根拠法として、中小事業主等が行うべき労働保険事務処理の負担軽減を目的として設立される事業主等の団体である。

## 概要
事業協同組合、商工会議所、商工会などの事業主等の団体が労働保険事務組合としての認可を厚生労働大臣から受けている。なお後述するように、中小事業主等が労災保険に特別加入するためには、当該事業における労働保険の事務処理を労働保険事務組合へ委託する事が必須要件である。

### 労働保険事務組合として認可されている団体
事業協同組合（漁業協同組合、建築組合など）、商工会議所、商工会、中小企業経営者団体（民主商工会、ティグレなど）、新聞販売店団体、建築親方の労働組合、職能団体（歯科医師会など）、青色申告会などが一部を除き労働保険事務組合として認可されている。

### 取り扱い事務
中小事業主等の委託を受けておもに以下の事務を執り行う。原則として、法律の定めにより労働保険事務組合が処理できない事項と、性質上労働保険事務組合の処理になじまない事項を除く、事業主が行う労働保険に関する事務の一切を行うことができる（徴収法第33条）。
1. 概算保険料、確定保険料その他労働保険料及びこれに係る徴収金の申告・納付。
2. 雇用保険の被保険者資格の取得及び喪失の届出、被保険者の転勤の届出その他雇用保険の被保険者に関する届出等に関する事務。
3. 保険関係成立届、労災保険又は雇用保険の任意加入申請書、雇用保険の事業所設置届等の提出に関する事務。
4. 労災保険の特別加入の申請等に関する手続。
5. その他の労働保険についての申請、届出及び報告等に関する手続。

また、以下の業務を行うことはできない。
1. 雇用保険の印紙保険料に関する事務。
2. 労災保険の保険給付に関する請求書等の事務手続（証明等の事務等）。
3. 労災保険の特別支給金に関する請求書に係る事務手続及びその代行。
4. 雇用保険の保険給付に関する請求書等に係る事務手続及びその代行。
5. 雇用保険事業のうち、いわゆる「二事業」（能力開発事業及び雇用安定事業）に係る事務手続。

なお、労働保険事務組合は労働保険に係る事務を専業する必要はない。例えば当該労働保険事務組合が商工会である場合は、商工業者の委託を受けて当該商工業者が行うべき事務を処理すること等は可能である。

### 委託できる事業主
労働保険に関する事務を委託できる事業主は、以下のとおりである。事業の種類が有期事業か継続事業であるかは問わない。労働保険事務組合は、労働保険事務の処理の委託又は労働保険事務の処理の委託の解除があったときは、遅滞なく、労働保険事務等処理委託届又は労働保険事務等処理委託解除届を、その主たる事務所の所在地を管轄する都道府県労働局長に提出しなければならない（徴収法施行規則第64条）。
1. 労働保険事務組合たる団体の構成員となっている事業主
2. 労働保険事務組合たる連合団体を構成する単位団体の構成員となっている事業主
3. その他の事業主であって、労働保険事務の処理を委託することが必要と認められるものであって、事業の種類に応じて常時使用する労働者の数が次の規模以下のもの（中小事業主等と認められる企業規模）

- 金融業、保険業、不動産業、小売業の場合は、常時50人以下。
- 卸売業、サービス業の場合は、常時100人以下。
- その他の業種は、常時300人以下。

なお、改正法施行により令和2年4月からは、従来定められていた地域的要件（労働保険事務組合の主たる事務所がある都道府県に、主たる事務所を置く事業の事業主であることを要する。ただし、事務処理体制等に問題がないと認められる場合は、隣接する都道府県に主たる事務所を持つ事業の事業主が、全体の20％以内である場合には、例外的に認められる）の取り扱いは廃止された。

## 認可基準及び手続
労働保険事務組合を設立しようとする団体は、厚生労働大臣（都道府県労働局長に権限委任）の認可を受けなければならない。認可にあたっては、以下の認可基準をすべて満たすことを要する（徴収法第33条2項、徴収法施行規則第63条）。
1. 当該団体について法人格の有無を問わないが、法人でない団体等の場合は、その代表者が決められていること。また、事業内容、構成員の範囲、団体等の組織、運営方法等が定款や規約等に明確に定められ、団体性が明確であること。
2. 定款等において、団体等の構成員等の委託を受けて労働保険事務の処理を行うことができる旨を定めていること。
3. 労働保険事務の委託を予定している事業主の数が30以上あること。
4. 労働保険事務組合としての認可を受ける前に、当該団体等の本来の事業目的に係る運営実績が2年以上あること。
5. 相当の財産を有し、労働保険料の納付等の責任を負うことができるものであること。
6. 労働保険事務を確実に行う能力の有る者を配置しており、当該事務を適切に処理できる体制が確立されていること。
7. 団体等の役員及び認可後の事務組合で予定する事務の総括者が、社会的信用を有し、その業務に深い関心と理解があること。
8. 規約の作成にあたっては、一定の事項を定め、かつ、当該団体等の総会等の議決機関から承認を得ること。

また、労働保険事務組合の認可を受けようとする中小事業主の団体又はその連合団体は、認可申請書をその主たる事務所の所在地を管轄する公共職業安定所長（全団体が労災保険のみの成立の場合は労働基準監督署長）を経由して、その主たる事務所の所在地を管轄する都道府県労働局長に提出しなければならない。なお、当該申請書には、次の書類を添えなければならない。
1. 団体又はその連合団体の目的、組織、運営等を明らかにする規約・定款等の書類。団体が法人の場合は、登記事項証明書も要する。
2. 労働保険事務の処理の方法を明らかにする書類。
3. 最近の財産目録、貸借対照表及び損益計算書等、資産の状況を明らかにする書類。

労働保険事務組合は、労働保険事務の処理の業務を廃止しようとするときは、60日前までに、届書を、その主たる事務所の所在地を管轄する都道府県労働局長に提出することにより、その旨を厚生労働大臣に届出なければならない（徴収法第33条3項）。労働保険事務組合について法人格の変更（取得・喪失・変更）があった場合も同様である（旧事務組合の業務廃止届を提出し、新事務組合について認可申請を行う）。
厚生労働大臣（都道府県労働局長に権限委任）は、労働保険事務組合が、労働保険関連法令の規定に違反したとき、又はその行うべき労働保険事務の処理を怠り、もしくはその処理が著しく不適当であると認めるときは、労働保険事務組合の認可を取り消すことができる（徴収法第33条4項）。

## 委託による責任
政府は、労働保険事務組合に労働保険事務の処理を委託した事業主に対してすべき労働保険料の納入の告知その他の通知及び還付金の交付については、これを労働保険事務組合に対してすることができる。この場合において、労働保険事務組合になされた納入の告知等は、委託契約の内容のいかんにかかわらず、当該事業主に対してしたものとみなされる（徴収法第34条）。
委託事業主が労働保険料その他の徴収金の納付のため、金銭を労働保険事務組合に交付したときは、その金額の限度で、労働保険事務組合は、政府に対して当該徴収金の納付の責に任ずる（徴収法第35条1項）。つまり労働保険事務組合が立替納付をする義務はない。
政府が追徴金又は延滞金を徴収する場合において、その徴収について労働保険事務組合の責めに帰すべき理由があるときは、その限度で、労働保険事務組合は、政府に対して当該徴収金の納付の責めに任ずる（徴収法第35条2項）。労働保険事務組合に届いた督促状等を委託事業主に連絡しなかった場合等が想定されている。逆に、委託事業主が納付すべき金銭を交付しないために延滞金を徴収されることとなった場合は労働保険事務組合は当該納付の責めは負わない。
政府は、労働保険事務組合が納付すべき徴収金については、当該労働保険事務組合に対して滞納処分をしてもなお徴収すべき残余がある場合に限り、その残余の額を委託事業主から徴収することができる（徴収法第35条3項）。つまり、委託事業主は、徴収金相当額を労働保険事務組合に交付したとしても、徴収金納付義務を完全に免れるわけではない。
労働保険事務組合の虚偽の届出、報告又は証明により、不正に給付を受けた者がある場合には、政府は、当該労働保険事務組合に対し、当該給付を受けた者と連帯して当該給付に要した費用の全部または一部を返還することを命ずることができる（徴収法第35条4項）。
労働保険事務組合は、その処理する労働保険事務に関する事項を記載した帳簿を事務所に備えておかなければならない（徴収法第36条）。具体的には以下の書類である（徴収法施行規則第68条）。
- 労働保険事務等処理委託事業主名簿
- 労働保険料等徴収及び納付簿
- 雇用保険被保険者関係届出事務等処理簿

事業主若しくは事業主であった者又は労働保険事務組合若しくは労働保険事務組合であった団体は労働保険徴収法又は施行規則による書類をその完結の日から3年間（雇用保険被保険者関係届出事務等処理簿は4年間）保存しなければならない（徴収法施行規則第72条）。
行政庁は、保険関係が成立し、もしくは成立していた事業の事業主または労働保険事務組合若しくは労働保険事務組合であった団体に対して、徴収法の施行に関し必要な報告、文書の提出又は出頭を命ずることができる（徴収法第42条）。

## 労働保険事務組合制度のメリット

### 事業主側のメリット
労働保険事務組合に事務を委託することにより、中小事業主等は、労働保険料の申告・納付等の事務処理の負担が概ね軽減される。
また、労働保険料をその納付額にかかわらず3回に分けて延納（分割納付）することが可能となり、継続事業にあっては第2期、第3期の納期限の延長も認められる。
さらに、労災保険に加入することのできない中小事業主やその従事者（労働者でない者）に、特別加入が認められる（特別加入の承認には労働保険事務組合への委託が必須要件となっている）。

### 労働保険事務組合側のメリット
労働保険事務組合は、交付申請書を都道府県労働局長に提出することにより、報奨金の交付を受けることができる（労働保険事務組合に対する報奨金に関する政令第1条、第2条）。その交付額は、常時15人以下の労働者を使用する事業の事業主の委託を受けて納付した前年度の労働保険料の額（督促を受けて納付したものを除く）の100分の2に、厚生労働省令で定める額を加えた額である（ただし、上限1,000万円）。
報奨金を受けるためには、以下の要件を満たす必要がある。
1. 7月10日において、前年度の労働保険料等であって、常時15人以下の労働者を使用する事業の委託に係るものにつき、その確定保険料の額（追徴金・延滞金を含む）の100分の95以上の額が納付されていること。
2. 前年度の労働保険料等について、国税徴収法の例による滞納処分を受けたことがないこと。
3. 偽りその他不正の行為により、前年度の労働保険料等の徴収を免れ、又はその還付を受けたことがないこと。
4. 報奨金交付申請書を10月15日までに、主たる事務所の所在地を管轄する都道府県労働局長に提出すること（平成25年の改正により、「9月15日」から1ヶ月提出期限が延長された）。

1. ↑  ただし、軽減の程度は労働保険事務組合によってバラツキがあり、例えば、労働保険料の算定基礎となる月別賃金集計表の作成までする必要がある事務組合の場合は、事務処理の負担はほとんど軽減されず、以下の2点のメリットしか得られないことになる。
2. ↑  この点、労働保険事務組合によっては、正しい制度について説明せず、任意制度である中小事業主の特別加入を強制制度であるかのように誤認させて委託契約を受けているケースがある。